# Княжино (Сафоновський район)
Княжино (рос. Княжино) — присілок Сафоновського району Смоленської області Росії. Входить до складу Вишегорського сільського поселення.
Населення — 16 осіб (2007 рік). 